# Adenomera marmorata
Adenomera marmorata е вид жаба от семейство Жаби свирци (Leptodactylidae). Видът не е застрашен от изчезване.

## Разпространение
Разпространен е в Бразилия (Минас Жерайс, Парана, Рио де Жанейро и Сао Пауло).